# Амори II де Монфор
Амори II де Монфор (фр. Amaury II de Montfort; ум. в около 1089) — сеньор де Монфор-л'Амори с ок. 1087 года, сеньор де Ножан-ле-Руа, старший сын Симона I де Монфора и его первой супруги Изабеллы де Бруа.

## Биография
После смерти отца около 1087 года Амори II унаследовал Монфор-л’Амори и ряд других земель. Ранее, после смерти матери, Амори получил ещё Ножан-ле-Руа.
В развернувшейся в 1088 году борьбе за наследство Вильгельма Завоевателя Амори II поддерживал английского короля Вильгельма II Руфуса. Он сражался против отрядов сторонника Роберта III Куртгёза Гийома де Бретёя, сына Вильяма Фиц-Осберна, но около 1089 года погиб в одной из стычек.
Амори II не был женат и детей не имел. Его родной брат Гильом де Монфор (ум. 1101) был епископом Парижским, поэтому владения Амори, кроме Ножана, унаследованного его родной сестрой Изабеллой, перешли к его единокровному брату Ричарду, старшему сыну Симона I от третьего брака.